# هانس آبراهامسن
هانس آبراهامسن (انگلیسی: Hans Abrahamsen؛ زادهٔ ۲۳ دسامبر ۱۹۵۲) آهنگساز، و مربی موسیقی اهل قلمروی دانمارک است. او به نام بگذار آنها را تو (۲۰۱۳)، یک چرخه آهنگ برای سوپرانو و ارکستر، توسط منتقدان موسیقی در گاردین به عنوان بهترین اثر قرن بیست و یکم رتبه بندی شد.  اپرای ملکه برفی او توسط تئاتر سلطنتی دانمارک در سال ۲۰۱۹ سفارش و نمایش داده شد.
وی همچنین برندهٔ جوایزی همچون نشان دنبرو شده است.